# Coupe nordique de futsal 2018
Navigation
Édition précédente 2019
La Coupe nordique de futsal 2018 est la cinquième édition de la Coupe nordique de futsal qui a lieu au Danemark dans la ville de Ringkøbing, un tournoi international de football pour les États des Pays nordiques affiliées à la FIFA organisée par l'UEFA.

Pays nordiques

## Sélections
Finlande
 Suède
 Norvège
 Danemark
 Groenland

## Classements et résultats
| Équipe    | J | V | N | D | BM | BE | DB  | Pts |
| --------- | - | - | - | - | -- | -- | --- | --- |
| Finlande  | 4 | 4 | 0 | 0 | 16 | 4  | +12 | 12  |
| Suède     | 4 | 3 | 0 | 1 | 20 | 16 | +4  | 9   |
| Danemark  | 4 | 2 | 0 | 2 | 15 | 11 | +4  | 6   |
| Norvège   | 4 | 1 | 0 | 3 | 7  | 12 | -5  | 3   |
| Groenland | 4 | 0 | 0 | 4 | 9  | 24 | -15 | 0   |

| 4 décembre 2018 | Finlande  | 6 - 1 | Groenland | Danemark |  |
|                 |           |       |           |          |  |
|                 | (Rapport) |       |           |          |  |

| 4 décembre 2018 | Suède     | 6 - 5 | Danemark | Danemark |  |
|                 |           |       |          |          |  |
|                 | (Rapport) |       |          |          |  |

| 5 décembre 2018 | Norvège   | 5 - 2 | Groenland | Danemark |  |
|                 |           |       |           |          |  |
|                 | (Rapport) |       |           |          |  |

| 5 décembre 2018 | Finlande  | 5 - 2 | Suède | Danemark |  |
|                 |           |       |       |          |  |
|                 | (Rapport) |       |       |          |  |

| 6 décembre 2018 | Suède     | 6 - 5 | Groenland | Danemark |  |
|                 |           |       |           |          |  |
|                 | (Rapport) |       |           |          |  |

| 6 décembre 2018 | Danemark  | 2 - 1 | Norvège | Danemark |  |
|                 |           |       |         |          |  |
|                 | (Rapport) |       |         |          |  |

| 7 décembre 2018 | Finlande  | 2 - 0 | Norvège | Danemark |  |
|                 |           |       |         |          |  |
|                 | (Rapport) |       |         |          |  |

| 7 décembre 2018 | Danemark  | 7 - 1 | Groenland | Danemark |  |
|                 |           |       |           |          |  |
|                 | (Rapport) |       |           |          |  |

| 8 décembre 2018 | Suède     | 6 - 1 | Norvège | Danemark |  |
|                 |           |       |         |          |  |
|                 | (Rapport) |       |         |          |  |

| 8 décembre 2018 | Finlande  | 3 - 1 | Danemark | Danemark |  |
|                 |           |       |          |          |  |
|                 | (Rapport) |       |          |          |  |

## Meilleurs buteurs
| 4 buts - Petrit Zhubi - Jukka Kytölä 3 buts - Panu Autio - Emil Scott - Irfan Delimedjac | 2 buts - Fredrik Söderqvist - Fehim Smaljovic - Simon Chekroun - Nima Kadivar - Mattin Atai Najafi - Fredrik Johnsson - Anel Coralic - Kevin Jørgensen - Jarmo Junno - Juhana Jyrkiäinen - Antti Teittinen | 1 but - Ari Hermann - Nick Reimer - Rene Eriksen Petersen - Niklas Thorleifsen - Frederik Funch - Morten Borum Larsen - Tobias Schjetne - Sergei Korsunov - Mikko Kytölä - Miika Hosio |